# Palm Springs (Californië)
Palm Springs is een stad en valt bestuurlijk gezien onder Riverside County, Californië. De stad is een van de negen steden die in de Coachella Valley liggen. De stad heeft een oppervlakte van 245 vierkante kilometer, waarmee het de grootste stad qua oppervlakte is in Riverside County. De stad ligt zo'n 80 km van Riverside (de hoofdstad van de county) vandaan en 150 km van Los Angeles.
Palm Springs telt 44.851 inwoners. Doordat er in Palm Springs ook veel gepensioneerden en overwinteraars wonen, schommelt het aantal inwoners tussen november en maart.
Palm Springs staat bekend om zijn twintigste-eeuwse architectuur, vele resorts, culturele musea en festivals.

## Geschiedenis
De eerste inwoners van wat nu Palm Springs is, waren de Cahuilla-indianen, die er zo'n 2000 jaar geleden kwamen wonen. De Cahuillia leefden erg geïsoleerd en afgezonderd van overige indianenstammen. De Cahullia woonden voornamelijk 's winters in de de valleien van Palm Springs, en gingen 's zomers naar het iets noordelijker gelegen Chino Canyon, waar het koeler was.
De nederzettingen van de Cahuillia werden om warmwaterbronnen gebouwd, die 's winters vaak gebruikt werden. De Cahullia leefden van de konijnen, berggeiten en vissen die er in de omgeving te vinden waren.
In 1823 gingen de Mexicaanse ontdekkingsreiziger José María Estudillo en kapitein José Romero op een expeditie om een nieuwe route tussen Sonora en Alta California te zoeken. Tijdens hun expeditie kwamen ze langs Palm Springs. In 1848 werd het gebied, samen met de rest van Alta California overgedragen aan de Verenigde Staten.
De Mexicaanse kolonisten noemden het gebied 'La Palma de la Mano de Dios', wat Gods handpalm betekent. Hier komt de naam Palm vandaan. In 1853 werd de naam Palm Springs voor het eerst gebruikt, toen het United States Army Corps of Topographical Engineers het gebied in kaart bracht. Andere namen voor de stad waren Palmetto Spring en Big Palm Springs.
De eerste blanke inwoner van de stad was Jack Summers, die in 1862 een koetsmaatschappij oprichtte. 14 jaar later, in 1876, bouwde de Southern Pacific een spoorlijn naar Palm Springs, wat er ook voor zorgde dat de Summers koetsmaatschappij failliet ging.
Ook werd 1876 het Agua Caliente (vertaald: 'warm water') reservaat opgericht, die 12.597 hectare groot was. 2.700 ha van dit reservaat bevindt zich in het centrum van Palm Springs. De Cahuillia noemden Palm Springs "Se-Khi", wat kokend water betekent. Verder besloot de Amerikaanse overheid om het land rond Palm Springs op te delen in vierkante stukjes van elk 260 ha groot.
Begin 1900 groeide de stad uit tot een resort, waar toeristen voor hun gezondheid naar toe konden gaan. 's Zomers was de stad volledig verlaten door de extreme hitte. In de jaren daarna verrezen er overal hotels en kwamen er enkele beroemdheden uit Hollywood er wonen. Tegen 1922 had de stad zo'n 22.000 toeristen.
In de jaren 30 besloten enkele warenhuizen uit Los Angeles ook filialen in Palm Springs te openen. In 1936 werd het Palm Springs Plaza geopend, een groot openlucht winkelcentrum met een parkeergarage met 141 plekken.

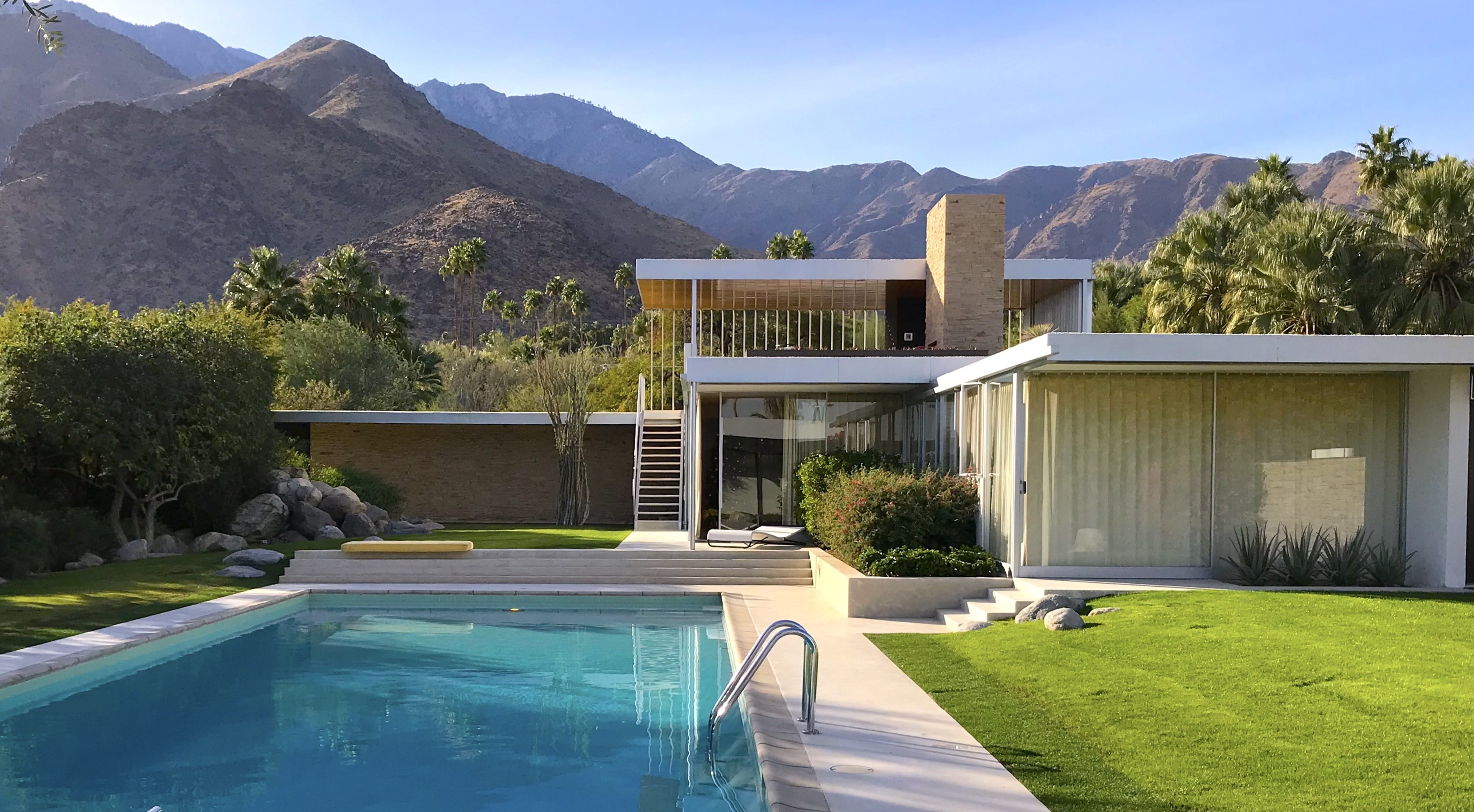
Het Kaufman Desert Home.

Tijdens de Tweede Wereldoorlog werd Palm Springs een belangrijke basis voor de Amerikaanse strijdkrachten. De USAAF vestigde twee oefencentra voor piloten van het 21, 72 en 73 Ferrying Group van het transportkorps. Dit korps was verantwoordelijk voor het transport van nieuw materiaal naar het front. Later in de oorlog kwam het vierde gevechtscommando naar de stad en de gehele Sonorawoestijn werd een oefenterrein voor lucht- en landstrijdkrachten die later in de woestijn moesten vechten.
Na de oorlog begonnen architecten en designers exotische woningen te bouwen in Palm Springs. Deze woningen kregen een moderne stijl, waarbij voornamelijk glas en lichte materialen werden gebruikt. Een van de bekendste woningen is het Kaufman Desert Home, dat in 1946 werd gebouwd. Dit huis was ontworpen door de Oostenrijkse architect Richard Neutra, die bekend stond om zijn modernistische, maar simpele stijl.
In de jaren 40 werd Palm Springs steeds populairder onder Hollywoodsterren. Die lieten daar hun vakantiehuizen bouwen. Dit resulteerde erin dat de armere bevolking moest wijken. Veel van deze mensen gingen in sectie 14 wonen. Dit was een stukje grond van 2,5 vierkante kilometer in het centrum van Palm Springs, dat tot de indianen behoorden. In sectie 14 woonden vooral Afro-Amerikanen en Latino's die stukjes grond leaseden van de indianen. Er vonden geen grote ontwikkelingen plaats, omdat de wet aangaf dat een leasecontract niet langer dan 10 jaar mochten duren. In 1959 werd de wet aangepast, die ervoor zorgde dat de leasecontracten langer konden duren. Het stadsbestuur probeerde sectie 14 geheel te leasen om nieuwe resorts en hotels te bouwen. De indianen weigerden, en beriepen zich op de soevereiniteit van het land. Het stadsbestuur besloot beroep te doen bij de rechtbank. Het stadsbestuur kreeg gelijk en begon mensen uit te zetten. De indianen en de huurders hebben nooit een uitzet bevel gekregen, maar toch werden er tussen 1965 en 1966 zo'n 235 huizen in sectie 14 zonder pardon gesloopt. In 1968 eindige de sloop, nadat er rapport gepubliceerd werd, waarin stond dat de stad de mensenrechten van sectie 14 had geschonden.
Tussen de jaren 40 en 60 werden er zo'n 2200 woningen in Palm Springs gebouwd, en groeide de stad explosief. De meeste inwoners waren gepensioneerden en overwinteraars. In de jaren 70 kwamen er steeds meer mensen naar de Coachella Valley, wat ervoor zorgde dat Palm Springs niet langer een seizoenstad was. Steeds meer bedrijven en instanties die 's zomers gesloten waren bleven langer open en steeds meer gezinnen verhuisden naar de regio. Ook begon de maffia uit Chicago te investeren in Palm Springs. De maffia kocht voor $50 miljoen huizen, land en bedrijven in de stad.
Tijdens de Coronapandemie groeide de stad, nadat er steeds meer mensen uit Los Angeles, San Francisco en andere steden een nieuwe woonplek zochten, die dunbevolkt was en waaruit makkelijk te werken was.

## Geologie
Palm Springs ligt in de Sonorawoestijn en ligt beschut tussen de San Bernardino Mountains in het noorden, Santa Rosa Mountains in het zuiden, San Jacinto Mountains in het westen en de Little San Bernardino Mountains in het oosten. De vallei waarin Palm Springs ligt heet de Coachella Valley.

### Klimaat
Volgens de Klimaatclassificatie van Köppen ligt Palm Springs in een woestijnklimaat. De stad heeft jaarlijks meer dan 300 dagen zon en 117 mm aan neerslag. De wintermaanden zijn over het algemeen warm, waarbij de temperatuur vrijwel altijd rond de 20 graden ligt. In januari en februari kan de temperatuur rond de 27 graden liggen, met uitschieters naar 32 graden. Jaarlijks zijn er maar 17 nachten waar de temperatuur onder de 4 graden ligt.
De zomers zijn extreem, met overdag temperaturen tot de 47 graden en 's nachts ligt de temperatuur rond de 27 graden. Op 17 juni 2021 werd het warmterecord behaald in Palm Springs, 51 graden.
| Maand                       | jan  | feb  | mrt  | apr  | mei  | jun  | jul  | aug  | sep  | okt  | nov  | dec  | Jaar |
| --------------------------- | ---- | ---- | ---- | ---- | ---- | ---- | ---- | ---- | ---- | ---- | ---- | ---- | ---- |
| Hoogste maximum (°C)        | 35   | 37   | 40   | 44   | 47   | 51   | 51   | 51   | 50   | 47   | 49   | 34   | 51   |
| Gemiddeld maximum (°C)      | 27,6 | 29,6 | 33,8 | 38,5 | 41,7 | 45,9 | 47,4 | 46,9 | 44,4 | 39,7 | 32,8 | 32,8 | 48,3 |
| Gemiddelde temperatuur (°C) | 15   | 16,5 | 19,7 | 22,7 | 26,8 | 31,2 | 34,4 | 34,4 | 31,2 | 25,4 | 18,9 | 14,3 | 24,2 |
| Gemiddeld minimum (°C)      | 2,6  | 4    | 5,8  | 9    | 12,6 | 17   | 21,2 | 20,9 | 17   | 11,3 | 6    | 2,2  | 1,2  |
| Laagste minimum (°C)        | −7   | −4   | −2   | 1    | 2    | 7    | 12   | 11   | 8    | −1   | −5   | −5   | −7   |
|                             |      |      |      |      |      |      |      |      |      |      |      |      |      |
| Neerslag (mm)               | 29   | 28   | 13   | 2,3  | 0,51 | 0    | 6,4  | 3,6  | 6,1  | 5,1  | 5,8  | 17   | 117  |
| Bron:                       |      |      |      |      |      |      |      |      |      |      |      |      |      |

### Ecologie en wildleven
Door het woestijnklimaat groeien er voornamelijk woestijnplanten, met name de Washingtonia filifera. Het wildleven die in de omgeving voorkomt is gelijk aan het wildleven in Noord-Afrika. De dieren kunnen lange tijd zonder water en zijn goed bestand tegen de hitte. In de Sonorawoestijn komen o.a. de volgende dieren voor: de Gaffelbok, de Woestijndikhoornschaap, de Woestijnschildpad, de Grootoorkitvos, de Padhagedis, de Sauromalus, de Rode lynx, de Poema, de Gilamonster, elf soorten Ratelslangen, de Renkoekoek en de Wasbeer.
Voorheen kwamen er ook jaguars voor in de Coachella Valley, maar die zijn sinds 1860 niet meer gezien. Tegenwoordig wonen de jaguars in het noorden van Mexico. Heel af en toe wordt er ook een beer gespot, die uit de bergen naar de vallei zijn gekomen.

## Toerisme

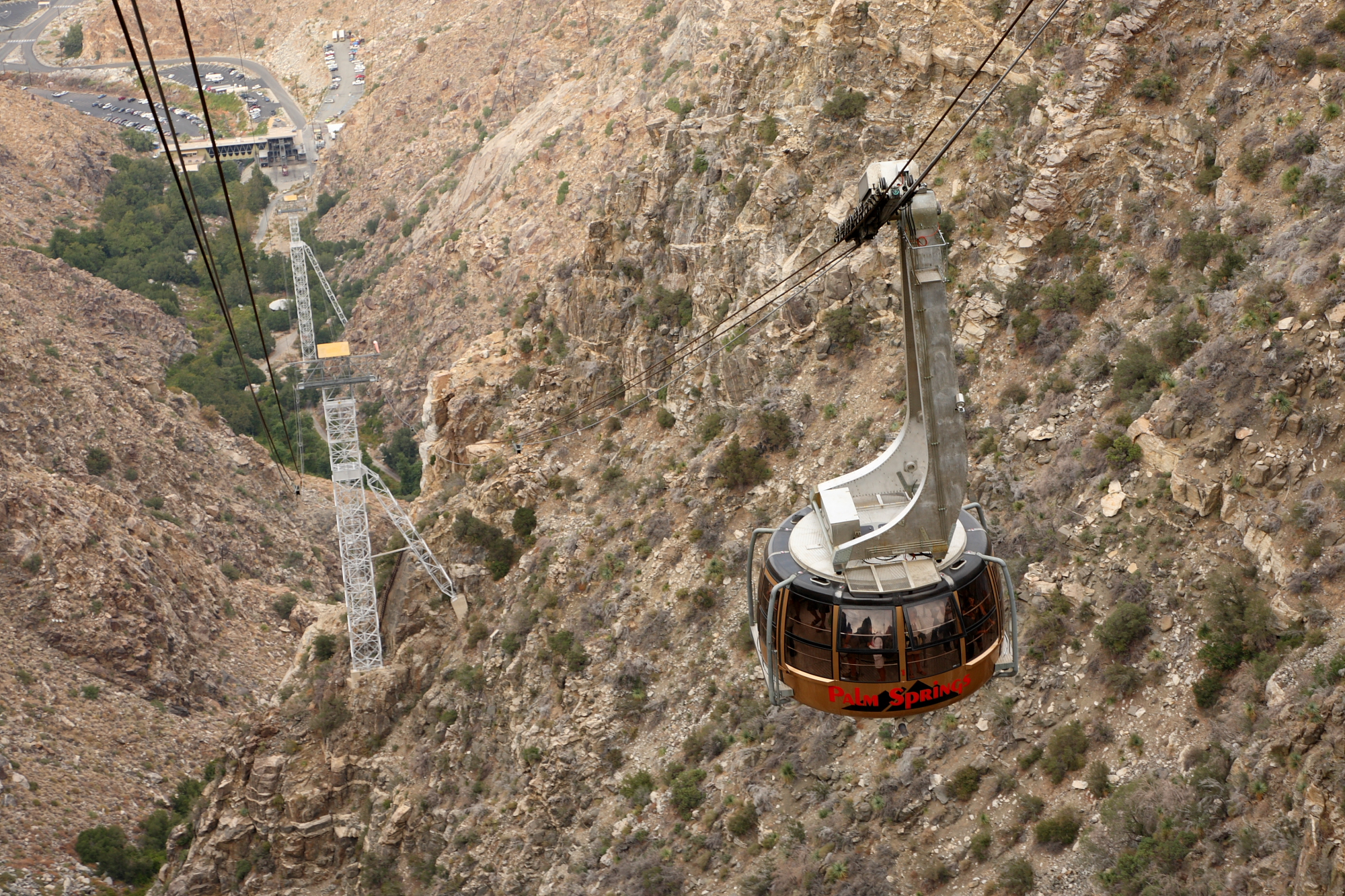
De Palm Springs Aerial Tramway

Omdat het mondaine Palm Springs in de woestijn ligt, is het er altijd zonnig. In de zomer is de gemiddelde dagtemperatuur 43 à 44 graden, hoewel temperaturen rond de 50 graden eerder regel dan uitzondering zijn. De nachttemperatuur schommelt er dan tussen de 25 en 35 graden. In de winters is het er iets kouder met maximumtemperaturen van 22 graden tot meer dan 30 graden. 's Nachts schommelen de temperaturen tussen 5 en 15 graden en vorst komt er bijna nooit voor. Door dit gunstige klimaat trekt de stad jaarlijks veel toeristen, voornamelijk uit Los Angeles.
In toenemende mate trekken de laatste decennia ook steeds meer toeristen naar naastgelegen steden. De reden is gelegen in het feit dat de magie van Palm Springs na haar hoogtijdagen uit de jaren 50 en 60 toch enigszins verloren is gegaan en binnen de agglomeratie van Palm Springs, meer dan in Palm Springs zelf, stevig is geïnvesteerd in nieuwe resorts en golfcomplexen.
De stad is ook rijk aan resorts, hotels en golfclubs. Over het algemeen is de vergelijking met Las Vegas misplaatst. Palm Springs kent onder de strenge wetgeving van Californië weinig mogelijkheden om tot gokparadijs uit te groeien. De stad kent dan ook slechts één casino, en binnen een straal van 50 km rondom Palm Springs bevinden zich nog vier casino's met daarbij behorende hotels.
Palm Springs huisvest ook de Palm Springs Aerial Tramway. Deze kabelbaan, die de grootste ter wereld is, brengt mensen naar de top van de San Jacinto Mountains. De rit is 2,5 km lang en brengt toeristen naar een hoogte van 2596 m. Op de top van de berg zijn er twee restaurants, een kiosk, een observatieplatform en 80 km aan wandelroutes te vinden.

## Televisie
Palm Springs vormt het decor van een politieserie, genaamd Code 3: Desert Beat. In deze televisieserie, die geproduceerd wordt in de stad zelf, staat de lokale politie centaal. Palm Springs is tevens regelmatig de set van vele series.

## Transport

### Wegverkeer
- Loopt dwars door de stad
- Loopt langs het noorden van de stad
- Loopt langs de stad naar het nabijgelegen Palm Desert
- Kruist de I-10 in het noordwesten van de stad

### Openbaar vervoer

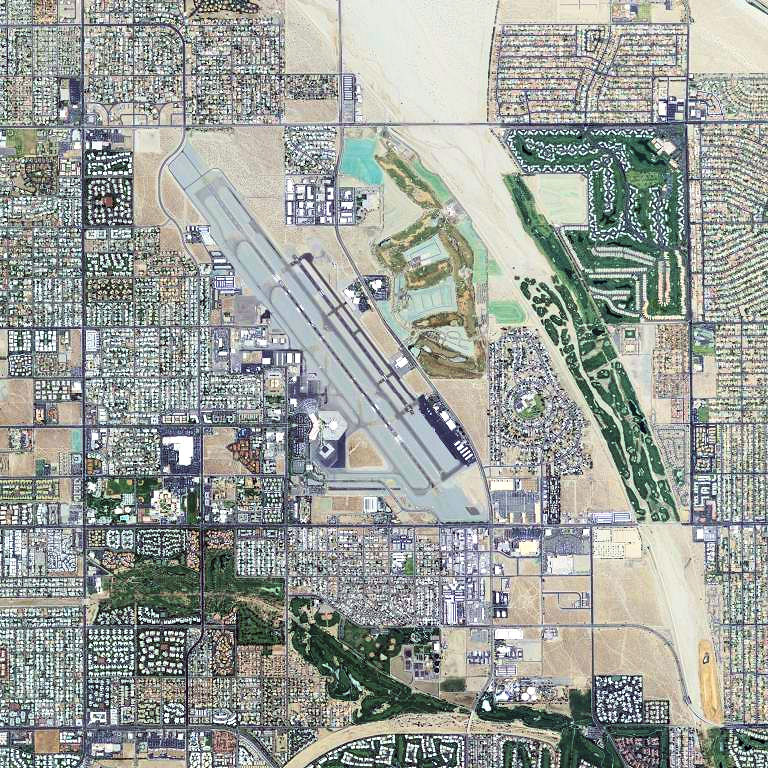
Luchtfoto van Palm Springs International Airport

- De SunLine Transit Agency verzorgt busdiensten in de gehele Coachella Valley
- De Morongo Basin Transit Authority uit San Bernardino County heeft twee buslijnen naar Palm Springs
- De Amtrak Sunset Limited & Texas Eagle stoppen in Palm Springs
- De Amtrak Motorcoach heeft twee haltes in Palm Springs op de route van Bakersfield naar San Bernardino
- Greyhound heeft een halte bij het vliegveld van Palm Springs
- FlixBus heeft routes van Palm Springs naar delen van Zuid-Californië en Arizona

### Vliegverkeer
- Palm Springs International Airport biedt vluchten naar overige delen van de VS en Canada aan.

## Politiek
In 1918 richtten enkele bedrijfseigenaars het Palm Springs Board of Trade op, dat al gauw werd opgevolgd door een Kamer van Koophandel. In 1938 werd Palm Springs officieel opgericht en in 1994 verkreeg Palm Springs stadsrechten. Tegenwoordig heeft Palm Springs een stadsraad, die uit vijf mensen bestaat. De stadsraad bestaat uit een burgemeester en vier andere leden, waaronder een supervisor en een Procureur-generaal. Elke vier jaar worden er nieuwe verkiezingen gehouden. Palm Springs is een volledig zelfstandige stad, met een eigen politiekorps, brandweerkorps, parkbeheer, bibliotheken, stadsreiniging, waterbeheer en vliegveld.

## Plaatsen in de nabije omgeving
De onderstaande figuur toont nabijgelegen plaatsen in een straal van 24 km rond Palm Springs.

## Geboren
- Cameron Crowe (1957), auteur en filmregisseur
- Michael Irby (1972), acteur
- Jesse James (1989), acteur en filmproducent
- Alison Lohman (1979), actrice
- Mia Malkova (1992), pornoactrice

## Overleden
- Winthrop Rockefeller (1912-1973), politicus en filantroop
- Brenda Marshall (1915-1992), actrice
- Liberace (1919-1987), muzikant
- Susie Berning (1941-2024), golfster

## Bekende inwoners
- Liberace, pianist en entertainer
- Frank Sinatra, zanger en acteur
- Lindsay Wagner, actrice The Bionic Woman
- Sonny Bono, zanger en voormalig burgemeester van Palm Springs
- Josh Homme, muzikant van onder andere Queens of the Stone Age, The Desert Sessions en Them Crooked Vultures
- Eleanor Parker, filmactrice
- John Schlesinger, Brits filmregisseur
- Barry Manilow, zanger
- Zeppo Marx, komiek, ondernemer en theateragent
- Trini Lopez, zanger